# Taula isíaca

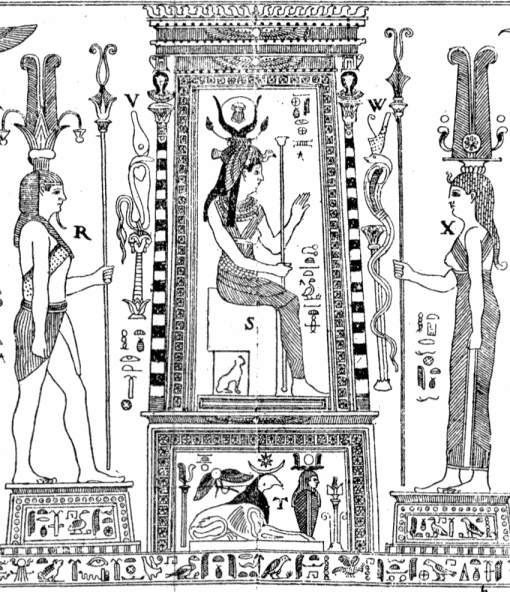
Fragment de la Taula isiaca.

La Taula isiaca  és una placa de coure que estava consagrada a l'antiga deessa Isis, i en ella figuren desenes de déus egipcis, mostrant els seus símbols i atributs. És un dels documents notables que ens ha transmès l'antiguitat, també se l'anomena  Taula Maca  i  Taula Bembina , del nom del seu primer amo.

## Història
El comte de Caylus estima que la Taula va ser elaborada a Egipte i portada a Itàlia en l'època de la decadència de la república, quan els romans van adoptar molts ritus de la religió egípcia.
La Taula va ser descoberta en Roma, en el saqueig que va patir l'any 1525. Després, Enees Vico va ser el primer que va publicar el 1559 a Venècia una còpia gravada d'aquest memorable document de l'art egipci. Amb posterioritat, en 1600, el va publicar a Venècia Giacomo Franco, pertanyent llavors a Torcuato, fill de l'cardenal Bembo, havent aquest adquirit de regal que li va fer el pontífex Pau III que, segons es diu, l'havia comprat a un serrador. El fill del cardenal va vendre la taula, segons sembla, al duc de Màntua, que la va col·locar a la seva galeria de pintures, on va romandre fins i tot en temps de Pignorius. Quan Màntua va ser presa en 1630 pels Imperials, es va perdre la Taula, i per molt temps es va ignorar el seu parador, fins que per una casualitat es va trobar en els fitxers de Torí.

## El document
La Taula és tota ella de coure vermell, tenint tres peus i deu polzades de llarg per dos peus, tres polzades, nou línies d'ample, les figures hi gravades tenen al més una línia de profunditat, són d'un color més pujat, i els seus contorns estan en la seva major part marcats amb filets de plata.

## Contingut
És indubtable que aquesta Taula estava consagrada a Isis, perquè sobre ser la figura principal, ocupa la major de les tres bandes o llistes en què està compartida la superfície de la Taula. Molts savis han procurat explicar les figures que es troben en ella, i l'obra que amb aquest motiu ha aparegut escrita amb més extensió i encert és la de Laurencio Pignorius. En l'Èdip de Kirk, en Montfaucon i en els Viatges de Keyssler es troben igualment els detalls d'aquest document.
Jablonski, en dues Memòries inserides en la  Miscel·lània Berolinenm , considera aquesta Taula com un Calendari de les festes per a l'ús dels egipcis que vivien a Roma, segons la triple divisió que tenia l'any dels egipcis: opina que aquest monument va ser fet en el segle segon o tercer: en les seves dues esmentades Memòries explica una part de les figures de la Taula Isiaca: també hi ha moltes il·lustracions sobre això mateix en el seu  Pantheon Ægyptiacum . Schlegel, en la nota 260 de la seva traducció alemanya de Bani, dona un extracte de tot el que s'ha dit per Jablonski.
El comte de Caylus ha volgut menys explicar de descriure totes les figures del document per facilitar l'estudi als que en vulguin ocupar-: és de semblar que va ser construïda la Taula a Egipte i portada a Itàlia quan la decadència de la república després que els romans van adoptar molts ritus de la religió dels egipcis, i que per aquest mitjà es va tractar d'evitar les alteracions arbitràries que podien introduir-se en aquesta religió.

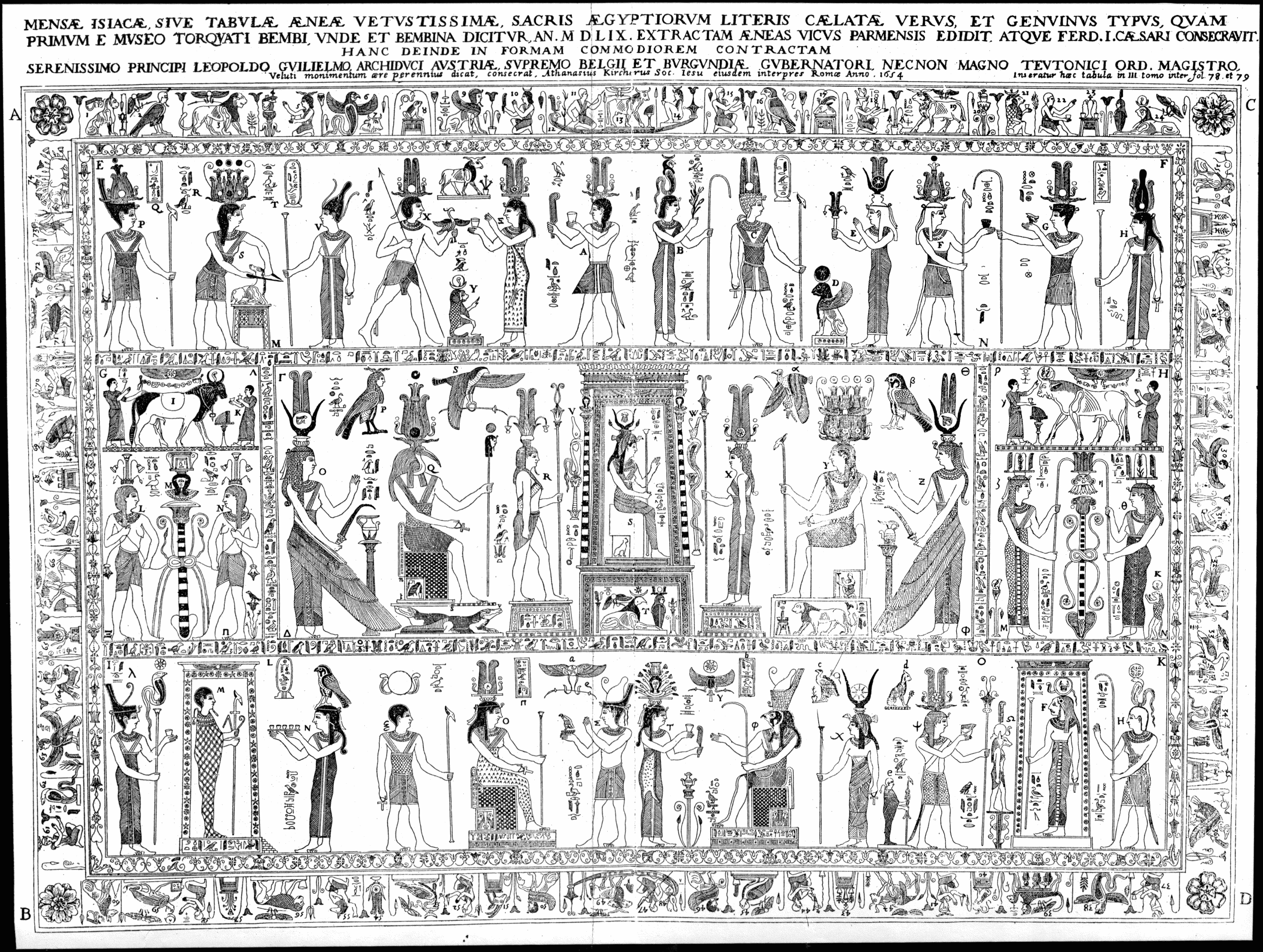
Les diferents divinitats egípcies representades a la Taula Bembina.